# Ptolemaida (Cirenaica)

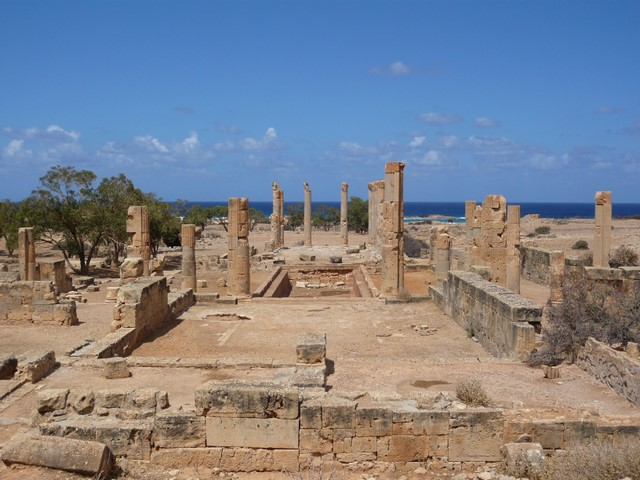
"Villa de las Columnas".

Ptolemais o Ptolemaida fue una de las capitales antiguas de la Cirenaica. Probablemente toma su nombre de Ptolomeo III. Su nombre latino en época romana era Tolmeta, del que deriva el nombre de la ciudad libia actual de Tolmeita (طلميثة en árabe).
La ciudad fue fundada probablemente en los siglos VII o VI a. C. por colonos de Barca. Pronto se convirtió en una de las ciudades-estado fundadoras de la Pentápolis. En el año 331 a. C. la federación se disolvió, tras entregarse todas las ciudades a Alejandro Magno. Tras la muerte de este el área se integró en el Egipto ptolemaico. A comienzos del siglo I la región fue conquistadas por las tropas romanas y se convirtió en una provincia del imperio. 
La Tolmeta romana carecía de suministro de agua, pero los arquitectos romanos construyeron un acueducto desde las colinas y almacenaron el agua en dieciocho grandes galerías situadas bajo el foro, de unos catorce pies de alto y diez pies de ancho. Estas galerías han sobrevivido y fueron redescubiertas durante la ocupación italiana. Durante las operaciones militares contra los rebeldes, se descubrió que estos usaban el espacio subterráneo como escondite; en su interior podían ocultarse hasta trescientos hombres.
En el año 365 se produjo en la región un terremoto de grandes proporciones que destruyó las cinco ciudades más importantes de la zona (Cirene, Apolonia, Arsínoe, Berenice y Barca). Ptolemaida sobrevivió en condiciones relativamente buenas y las autoridades más importantes se mudaron allí. Funcionó como capital de la Cirenaica hasta el año 428, en que los vándalos la destruyeron. Durante el reinado de Justiniano I, se reconstruyó la ciudad, pero nunca recuperó la importancia pasada y volvió a ser asolada por los árabes en el siglo VII. 
Las ruinas de la ciudad, enterradas en la arena, se han conservado muy bien. Al oeste de la ciudad se alza un mausoleo imponente similar a una torre, y hay asimismo un teatro griego excavado en la ladera de la montaña próxima. Se trata probablemente de la única capital romana de provincia que se conserva en buenas condiciones. En el año 2001 una misión arqueológica de la Universidad de Varsovia comenzó a excavar el lugar. Se estima que la ciudad tiene dos kilómetros cuadrados de extensión, a los que hay que añadir las murallas y la gran necrópolis que la rodean. 